# Анійський собор
Кафедральний собор Святої Діви в Ані або Анійський собор — вірменський кафедральний собор у місті Ані. Зведений у 989–1001 роках за проєктом архітектора Трдата.
Донині збереглись руїни споруди.

## Архітектура
Анійський собор — значна за об'ємом кафедральна церква,— дивовижне творіння талановитого придворного архітектора Багратідів — Трдата,— розташовувалась на східній околиці Ані, й після Вишгорода була другим значним орієнтиром міста.
Будівництво Анійського собору було розпочато 989 року за життя Смбата II Багратуні й завершено 1001 року дружиною Гагіка I — царицею Катраміде.
Анійський собор відтворював створений у Вірменії ще у VII столітті тип купольних базилік, дещо розвинений та видозмінений. Купол, який рухнув 1319 року, підтримували чотири потужні й широко розставлені пілони.
Зовнішні стіни собору мають суворе та виразне рішення, однак загальне враження суворості дещо пом'якшується їхнім декоративним убранством: аркатурою на парних тоненьких напівколонах, нішами, що глибоко врізаються до стін (окрім західної) з багато оздобленими завершеннями, витонченим різьбленням, портиками входів тощо.